# Pyrinia radiolata
Pyrinia radiolata là một loài bướm đêm trong họ Geometridae.